# Istituto agrario Giuseppe Pavoncelli

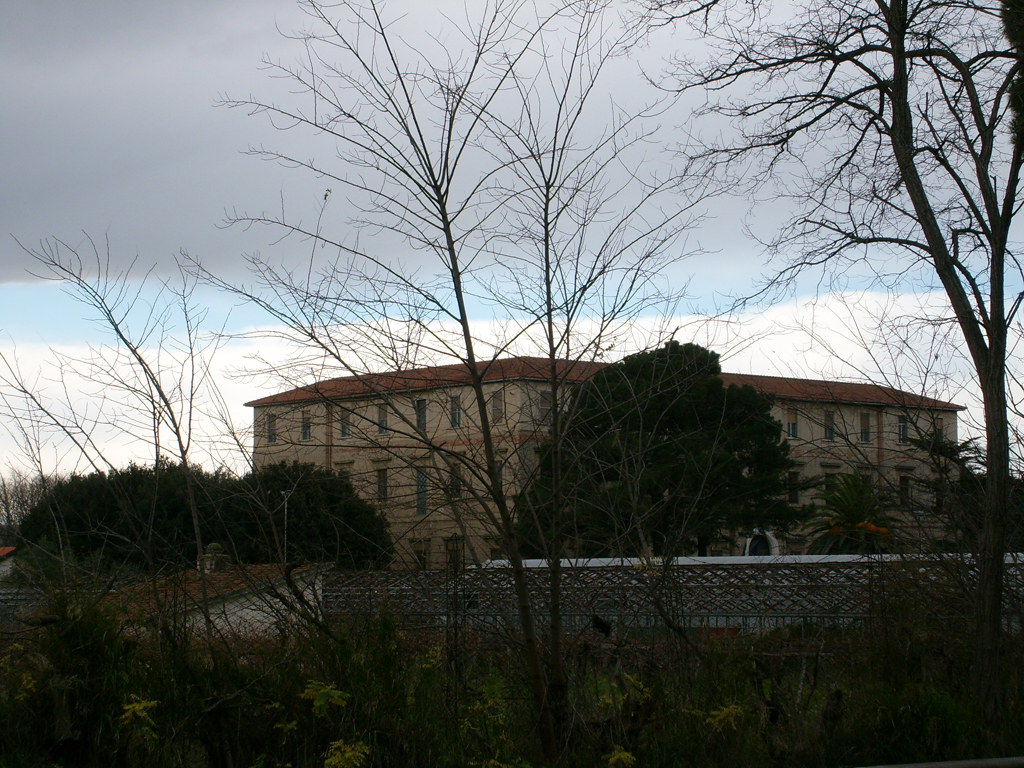
L'istituto Pavoncelli, sede dell'università di Foggia.

L'istituto agrario "Giuseppe Pavoncelli" di Cerignola è presente da oltre cento anni  e testimonia, come anche l'ospedale Tommaso Russo ed il Teatro Saverio Mercadante, lo sviluppo che nel '900 interessò la città, oltre che, naturalmente, la forte vocazione agricola del territorio.
L'edificio è ubicato nella periferia est dell'abitato ed è stato realizzato nel 1868 successivamente ad un lascito di Anna Maria Raffaella Manfredi, vedova Pignatari. Il testamento nominava il Comune erede unico con l'obbligo di edificare su quel terreno due asili, uno per bambini e l'altro anziani e inabili al lavoro.
L'amministrazione comunale in realtà ritenne di realizzare una scuola che formasse tecnici specializzati nel campo agricolo. I lavori di costruzione dell'edificio, su progetto dell'architetto Giuseppe Pisanti, iniziarono il 6 novembre 1885 e si conclusero quattro anni dopo.
La scuola divenne operativa dal 1890, anno in cui iniziarono i corsi della Regia Scuola Pratica di Agricoltura. In realtà il suo nome mutò nel corso dei decenni e raggiunse la sua attuale nomenclatura solo nel 1941, anno in cui divenne Istituto Tecnico Agrario. Il periodo 1959-1964 ha fatto riscontrare, più degli altri, l'introduzione di innovazioni e cambiamenti: ad esempio la sopraelevazione del complesso, piuttosto che la costruzione di serre e vari laboratori (di zootecnica, chimica, meccanica e topografia).
Attualmente nello stesso stabile è ubicata la sede distaccata dell'Università degli Studi di Foggia che ospita il corso di laurea in Scienze delle produzioni e del marketing agroalimentare.